# Himlen røvtur - retur
Himlen røvtur - retur er en dansk kortfilm fra 2012 instrueret af Michael Torp Mikkelsen efter eget manuskript.

## Handling
Bjarne vil i virkeligheden helst ikke skuffe nogen, og på trods af sine ihærdige forsøg på at undgå det, er det det eneste, han gør. Vil det lykkes for Bjarne at sige fra over for sin altdominerende chef, Pedersen, og i stedet for tilbringe mere tid med sin søn Elias?

## Medvirkende
- Lotte Heise